# Барсовый
Ба́рсовый — посёлок при железнодорожном разъезде на ветке Барановский — Хасан в Хасанском районе Приморского края, входит в состав Барабашского сельского поселения. Основан в 1940 году.

## Географическое положение
Разъезд находится на берегу бухты Мелководная Амурского залива, близ полуострова Песчаный, на расстоянии 83 км (по автодорогам) от посёлка городского типа Славянка, административного центра района, и 132 км (по автодорогам) от города Владивосток, административного центра края.

## Население
| 2002 | 2005 | 2010 |
| ---- | ---- | ---- |
| 0    | ↗5   | ↘0   |

## Транспорт
Посёлок связан автомобильной дорогой длиной 20 км с трассой А189 Раздольное — Хасан.